# بینوسپیرون
بینوسپیرون (انگلیسی: Binospirone) دارویی است که به عنوان یک آگونیست جزئی در گیرنده های خودی سوماتودندریتیک 5-HT1A اما به عنوان یک آنتاگونیست در گیرنده های پس سیناپسی 5-HT1A عمل می کند. اثرات ضد اضطراب دارد.